# قبيصة بن عقبة
قبيصة بن عقبة بن محمد بن سفيان بن عقبة السُّوائي الكوفي الملقب بالحافظ الإمام الثقة العابد، وأبو عامر السوائي الكوفي. توفي حوالي عام 215 هـأحد العلماء ومن رواة الحديث عند أهل السنة والجماعة.

## روايته للحديث
- روى عن: شعبة بن الحجاج، وسفيان الثوري، وإسرائيل بن يونس، وورقاء، وطبقتهم، وعن أكبر منهم كعيسى بن طهمان، وفطر بن خليفة، ومالك بن مغول، ومسعر بن كدام، وعاصم بن محمد العمري.
- وروى عنه: البخاري، ومسلم، والأربعة، عن رجل عنه، وعبد بن حميد، ومحمود بن غيلان، ومحمد بن إسحاق الصغاني، وأبو زرعة الرازي، وأحمد بن سليمان الرهاوي، والحارث بن أبي أسامة، وحفص بن عمر سنجة، وابن وارة، والحسن بن الصباح البزار، وخلق.

قال أحمد بن حنبل: «كان رجلا صالحا ثقة، لا بأس به. وأي شيء لم يكن عنده» يعني: أنه كثير الحديث. وقال يحيى بن معين: «قبيصة ثقة في كل شيء، إلا في حديث سفيان، ليس بذاك القوي. فإنه سمع منه وهو صغير.» وقال ابن أبي حاتم: «سئل أبو زرعة عن قبيصة، وأبي نعيم فقال: كان قبيصة أفضل الرجلين، وأبو نعيم أتقن الرجلين.» وقال أبو حاتم الرازي: «لم أر من المحدثين من يحفظ ويأتي بالحديث على لفظ واحد لا يغيره سوى قبيصة، وأبي نعيم في حديث الثوري، وسوى يحيى الحماني في حديث شريك، وعلي بن الجعد في حديثه.» وقال إسحاق بن سيار النصيبي: «ما رأيت من الشيوخ أحفظ من قبيصة.»

### قراءة موسعة
- تاريخ الإسلام ووفيات المشاهير والأعلام - شمس الدين أبو عبد الله محمد بن أحمد بن عثمان بن قَايْماز الذهبي (طبعة دار الغرب الإسلامي:ج5 ص427
- تاريخ بغداد - أبو بكر أحمد بن علي بن ثابت بن أحمد بن مهدي الخطيب البغدادي (طبعة دار الغرب الإسلامي:ج14 ص493))
- تهذيب التهذيب - أبو الفضل أحمد بن علي بن محمد بن أحمد بن حجر العسقلاني (طبعة دار إحياء التراث العربي:ج8 ص347)